# Укурей
Укуре́й (рос. Укурей) — село у складі Чернишевського району Забайкальського краю, Росія. Адміністративний центр Укурейського сільського поселення.

## Населення
Населення — 662 особи (2010; 862 у 2002).
Національний склад (станом на 2002 рік):
- росіяни — 99 %